# Khede
Khede är en ort i Indien.   Den ligger i distriktet Dhule och delstaten Maharashtra, i den centrala delen av landet, 900 km söder om huvudstaden New Delhi. Khede ligger 304 meter över havet och antalet invånare är 5 807.
Terrängen runt Khede är platt. Runt Khede är det tätbefolkat, med 383 invånare per kvadratkilometer. Närmaste större samhälle är Dhule, 14,8 km öster om Khede. Trakten runt Khede består till största delen av jordbruksmark.